# Unilabs
Die Unilabs SA mit Sitz in Genf ist ein international tätiges Schweizer Diagnostikunternehmen mit Schwerpunkt in den Bereichen Labordiagnostik und Radiologie. Sie führt in ihren 80 Labors in zwölf europäischen Ländern für weite Teile des Gesundheitssystems medizinische Analysen durch. Die Unternehmensgruppe beschäftigt rund 4651 Mitarbeiter und erwirtschaftete 2012 einen Umsatz von 568 Millionen Euro.
Unilabs wurde 1987 in Genf mit Niederlassungen in Bern und St. Gallen gegründet. 1989 wurde ein Standort in Turin eröffnet und die Präsenz in Italien aufgebaut. Die internationale Expansion wurde im Jahr darauf durch den Erwerb von drei Labors in Spanien fortgesetzt. In der Folge baute Unilabs ihre Aktivitäten durch Übernahmen und Eröffnung neuer Standorte sowohl im Inland wie im Ausland weiter aus. Die bis Mitte März 2008 an der Schweizer Börse SWX Swiss Exchange kotierte Unilabs SA fusionierte im Herbst 2007 mit dem aus dem schwedischen Capio-Konzern herausgelösten Diagnosebereich. Grösste Konkurrentin in der Schweiz ist die Viollier AG.